# Borén
El pueblo de Borén pertenece a la entidad municipal de Sorpe, integrada en el término municipal de Alto Aneu, en la comarca de Pallars Sobirá, en Cataluña, España. 
Está situado a una altitud de 1100 m, a la izquierda del río Noguera Pallaresa, en la cola del embalse de Borén, al sudeste del pueblo de Arreu y por debajo del pueblo de Sorpe (1265 m), a unos 5 km al norte de Esterri de Aneu.
El nombre podría ser de origen vasco. Según Joan Corominas, procede de la raíz prerromana buru (cabeza, extremo).
En el centro del pueblo se encuentra la iglesia de San Martín de Borén, de origen románico, del cual solo conserva la espadaña y la portalada. Fue modificada en el siglo XVIII y se añadió campanar de torre cuadrada. En 1988, la cubierta piramidal se quemó por un incendio provocado por un rayo, y se reconstruyó en 1989.
A unos 200 metros de Borén, en la carretera que lleva a Isil, se conservan los restos de un puente románico, de un solo ojo, sobre el Noguera Pallaresa.

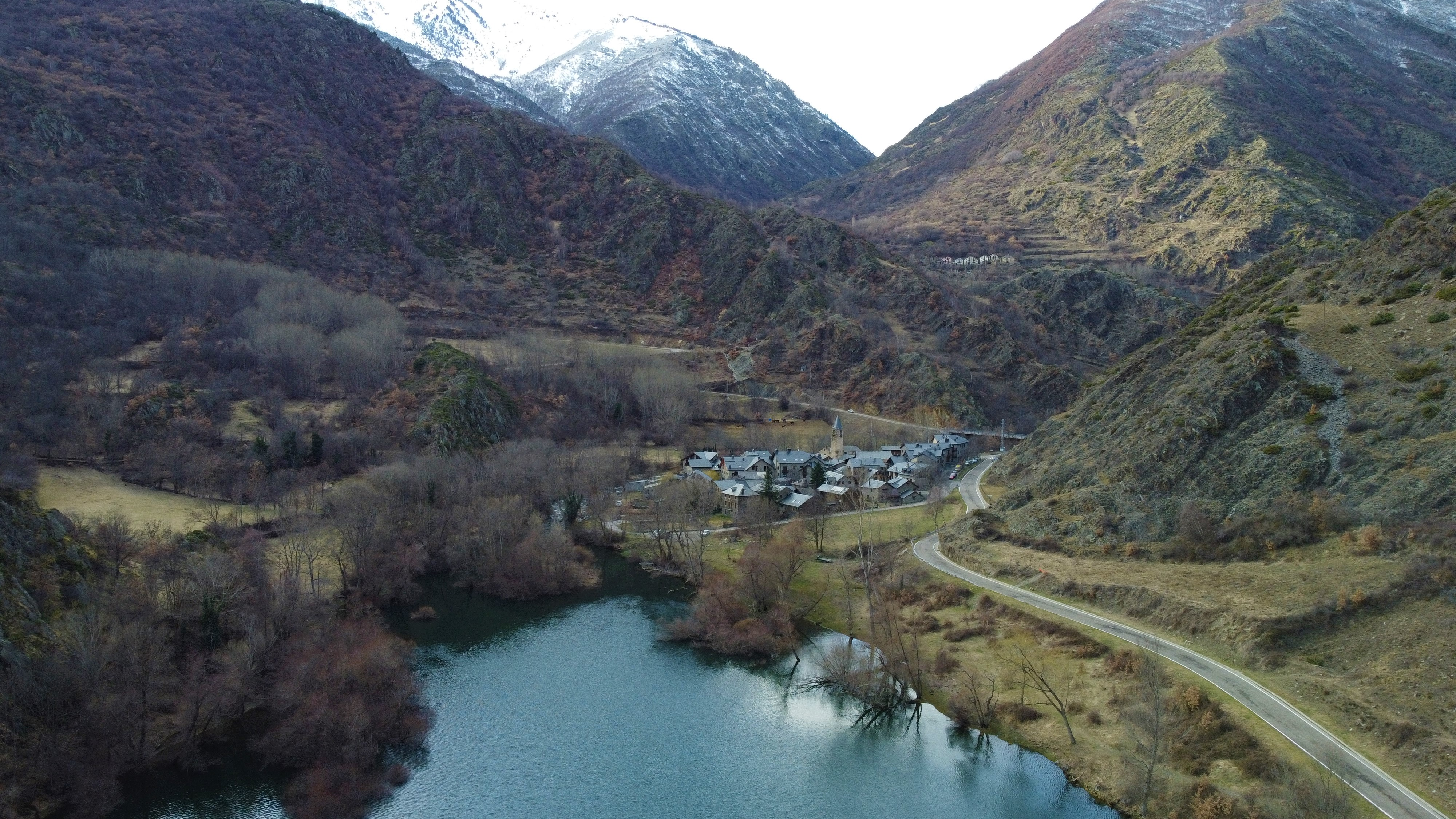
Vista de la Población.

Coordenadas: 42°39′38.03″N 1°4′57.94″E / 42.6605639, 1.0827611

## Historia
La mención más antigua de Borén corresponde al año 908, en un documento en que el abad Godemir de Gerri intercambia diversos bienes con el conde Ramón I de Tolosa, entre los que figura una propiedad en Borahennne.
En el recuento de 1553, Borén, entonces Boren, declara 5 fuegos laicos y 2 eclesiásticos, con unos 35 habitantes.
En el Diccionario Madoz de 1845, Borén es descrito como un pueblo “situado a la izquierda del río, en la parte septentrional de una pequeña llanura rodeada por elevadas montañas […] Tiene 15 casas y la iglesia parroquial de San Martín […] El terreno, flojo y pedregoso y generalmente de inferior calidad tiene por el lado norte un monte despoblado de bastante altura. Hay un solo camino en mal estado que se dirige a Francia [se refiere a la carretera de Montgarri]. La producción es cebada, centeno, patatas, heno, pastos y poca hortaliza; cría ganado de todas clases y caza de liebres y perdices […] Cuenta con 20 vecinos (cabezas de familia) y 116 almas.”
Su industria principal en el siglo XIX era la extracción de lanas, y hoy es el turismo, que se beneficia de la proximidad de las pistas de esquí de Baqueira, de manera que, como todo los pueblos de Alto Aneu, posee más casas que habitantes.